# Alex Oosterveen
Alex Oosterveen (Nijmegen, 28 september 1973, 18 juli 2023), was een Nederlands presentator en ondernemer. Hij verwierf bekendheid door de programma's die hij op Radio Veronica maakte. Volgens zijn eigen website is hij overleden in 2023.

## Loopbaan
Op 15-jarige leeftijd begint Oosterveen bij een aantal lokale radiozenders, waarna hij overstapte naar Radio London waar hij uitzond vanuit een treinstel. Nadat hij als geluidstechnicus is afgestudeerd, gaat Oosterveen aan het werk bij RTL 4, waar hij werkt bij programma's als Telekids en De 5 Uur Show. Na zijn werk bij diverse televisieprogramma's gaat Oosterveen aan het werk bij een platenmaatschappij en heeft een eigen bedrijf.
In oktober 2006 ging hij werken als dj en producer voor het landelijke commerciële radiostation Radio Veronica. Eerder werkte hij als dj bij onder meer Slam!FM en HOT Radio. Naast zijn werk bij Radio Veronica was Oosterveen ook regelmatig te horen als nieuwslezer bij Sky Radio en Classic FM.
Sinds medio 2011 was Oosterveen nieuwslezer en co-host bij het Radio Veronica's ochtendprogramma Rick in de Morgen op maandag tot en met vrijdag van 6.00 tot 9.00 uur. Sinds 2013 presenteerde hij voorafgaand aan dit programma van 5.00 tot 6.00 uur "de Vroege Ochtendshow". Sinds 2 februari 2015 presenteerde hij maandag tot en met vrijdag samen met Martijn Muijs het programma "Alex en Martijn" van 5.00 tot 7.00 uur en leest het nieuws. Sinds 5 oktober 2015 is Muijs vervangen door Gert-Jan van Ackooij en ging Oostveen de ochtendshow Ook Goeiemorgen presenteren. Op 1 april 2016 was zijn laatste uitzending en vertrok hij bij Veronica omdat hij deze werkzaamheden niet meer kon combineren met zijn eigen bedrijf. Op 11 januari 2017 keerde Oosterveen terug bij Veronica als nieuwslezer bij de ochtendshow, sinds 9 oktober 2017 middagshow, van Niek van der Bruggen. 
Oosterveen werkte daarna een tijd als nieuwslezer voor World News Company. Hij richt zich momenteel op zijn eigen bedrijven. Hij heeft een bedrijf dat websites exploiteert. En verhuurt zichzelf als stemacteur voor reclameboodschappen en voice-over.